# Сибірські Огні
Сибі́рські Огні́ (рос. Сибирские Огни) — селище у складі Павловського району Алтайського краю, Росія. Адміністративний центр Павлозаводської сільської ради.

## Населення
Населення — 1054 особи (2010; 1041 у 2002).
Національний склад (станом на 2002 рік):
- росіяни — 90 %